# دریاچه کیوو

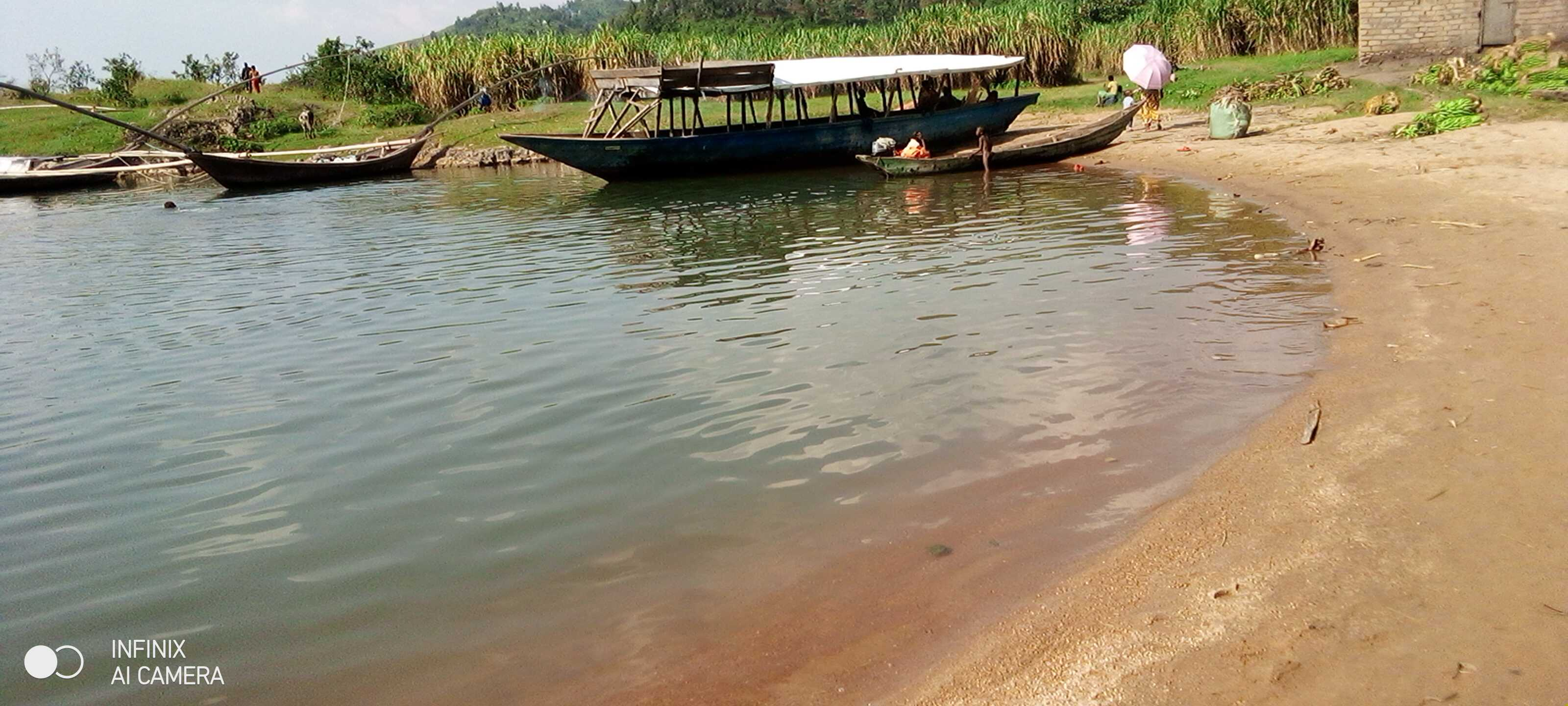
دریاچه کیوو

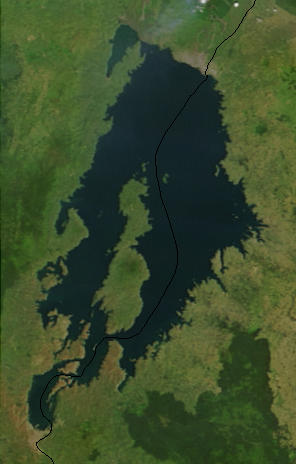
دید ماهواره‌ای از دریاچه کیوو

دریاچه کیوو یکی از دریاچه‌های بزرگ آفریقا است که در میان دو کشور جمهوری دمکراتیک کنگو و رواندا قرار گرفته است.

## شهرهای ساحلی
- گوما(جمهوری دمکراتیک کنگو)
- بوکاوو(جمهوری دمکراتیک کنگو)
- کیبوی(رواندا)
- کیان گوگو(رواندا)